# J. Howard Miller
J. Howard Miller (1918-2004) fue un diseñador gráfico estadounidense. Pintó carteles durante la Segunda Guerra Mundial en apoyo del esfuerzo bélico, entre ellos el famoso cartel We Can Do It! («¡Podemos hacerlo!»), con la mujer representada en el mismo siendo frecuentemente utilizada para representar al personaje alegórico Rosie the Riveter («Rosie la remachadora»).
Aparte del icónico cartel, Miller sigue siendo en gran medida desconocido.Se ha escrito poco sobre la vida de Miller y el año de su nacimiento y muerte son inciertos. Si bien 1918 y 2004 son las fechas generalmente dadas como su fecha de nacimiento y fallecimiento, 1915 y 1990 también han sido sugeridos.

## Historia del cartel
Miller estudió en el Instituto de Arte de Pittsburgh y se graduó en 1939. Vivió en Pittsburgh durante la guerra. Su trabajo llamó la atención de la Westinghouse Company (más tarde, el comité de coordinación de producción de guerra de Westinghouse) y fue contratado para crear una serie de carteles. Los carteles fueron patrocinados por el Comité de Coordinación de Producción Bélica interno de la empresa, uno de los cientos de comités obrero-patronales organizados bajo la supervisión de la Junta de Producción Bélica nacional.
Es posible que Miller haya basado el cartel We Can Do It! en una fotografía de United Press International (UPI) supuestamente tomada de Naomi Parker en 1942 en California, aunque durante años se dijo que era la de otra mujer, Geraldine Doyle. En el momento de la publicación del cartel, el nombre «Rosie» no estaba asociado con la imagen; eso ocurrió después de 1982, cuando el cartel fue redescubierto en los Archivos Nacionales y Administración de Documentos de Estados Unidos.